# 포켓볼

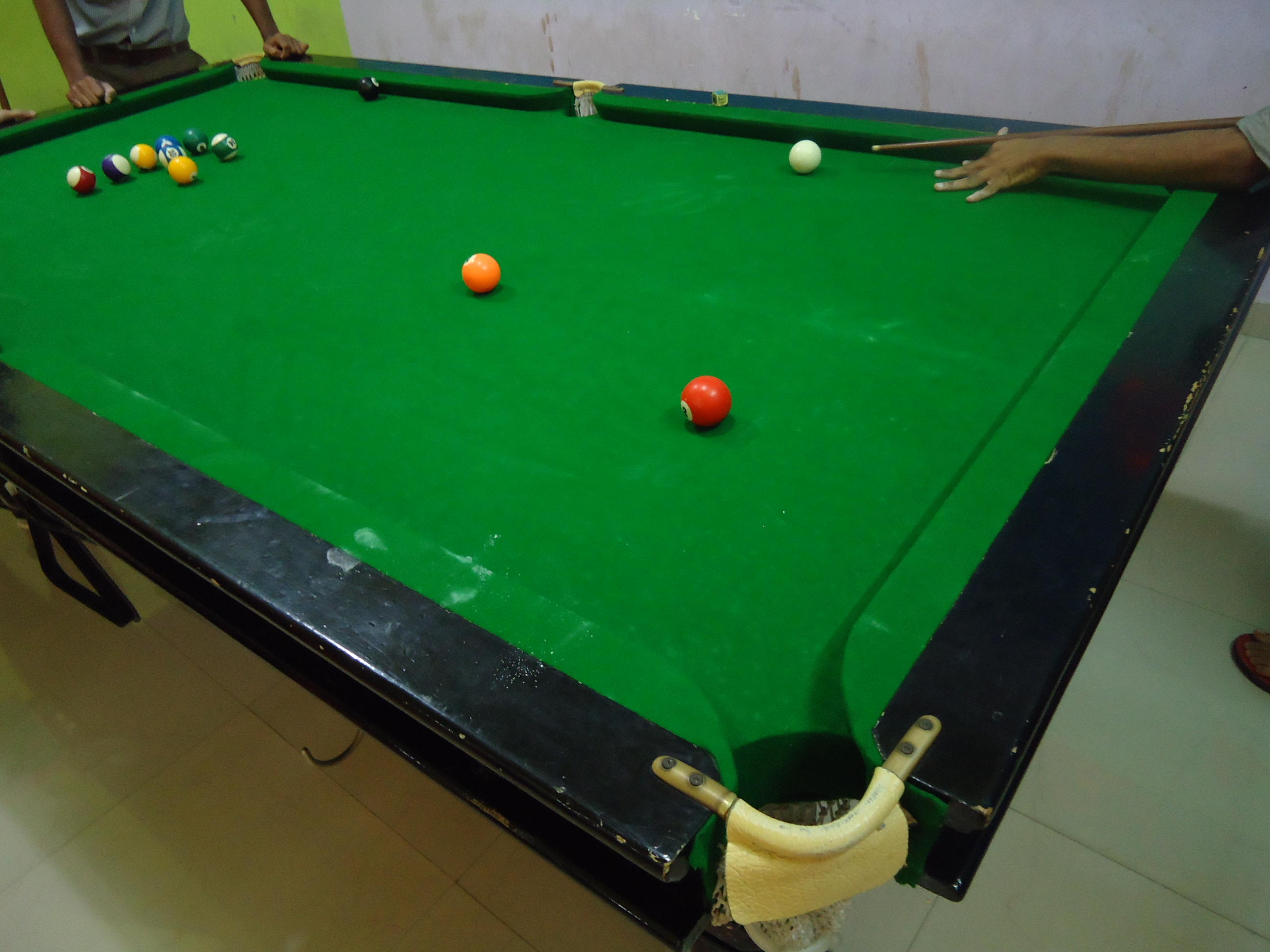
포켓볼을 하는 모습

포켓볼(한국어식 영어: pocket ball) 또는 포켓 빌리어드(영어: pocket billiards), 풀(영어: pool)은 당구 경기의 일종이다. 포켓볼은 캐럼(영어: carom)(포켓이 없는 당구) 과는 다르게 6개의 포켓이 있는 당구대에서 1~15 숫자가 적혀있는 15개의 공을 이용한다. 흰 공(수구)를 이용해 1~15번 공(목적구)을 쳐서 포켓에 넣는 게임이다. 세계 포켓볼 협회에서 인정하는 포켓볼 경기는 8볼과 9볼과 14-1 래크 게임 등이 있다. 참고로, 볼링은 10개의 볼링핀을 사용한다.

## 역사
최초는 테이블 중앙에 구멍을 뚫거나 4구석에 구멍을 뚫었지만 테이블의 모양이 장방형으로 정해지고 나서는 테이블 4구석과 긴 쿠션의 중앙에 각 2개 총 6개의 구멍이 뚫리고 이 구멍에 공을 떨어뜨리게 되었다. 이것이 현재 이루어지고 있는 포켓 게임의 원형이다. 19세기 초에 이르러서는 영국의 잭카가 큐 끝에 백묵 가루를 칠하는 것을 생각해 냄으로써 큐 끝의 미끄러짐을 막고 공에 횡회전을 줄 수 있는 계기가 되었다. 그 후 프랑스의 망고가 탭의 원형인 가죽 조각을 큐 끝에 부착하는 방법을 고안하여 공의 회전력은 더욱 더 놀라운 수준으로 발전해, 밀어 치기, 끌어 치기, 비틈 등의 놀라운 기술이 가능하게 되었다.

## 경기시설
사각 테이블의 양 구석과 양쪽 중앙에 2개, 총 6개의 구멍(포켓)이 있는 당구대를 사용한다. 큐대, 흰 공(수구), 1번~15번 공(목적구)를 사용한다. 1~7번은 색 공, 9~15번은 줄무늬 공이고 8번 공은 검은색이다.

## 단체
- WPA(World Pool-billiard Association)- 세계 포켓볼 협회
- WCBS(World Confederation of Billiards Sports)- 세계 당구 스포츠 연합
- 대한당구연맹 보관됨 2015-06-13 - 웨이백 머신
- 국민생활체육 전국당구연합회

등이 있다.

## 정식 경기

### 국제 경기
- WPA Tournament (주최 : 세계포켓볼연합회(WPA))
- U.S. Open 9-Ball Championships (주최 : 세계포켓볼연합회(WPA))
- CBSA Pool International Open- CBSA 광저우 국제 오픈 (주최 : 중국당구연맹(CBSA))

등이 있다.

### 한국 경기
- 전국 학생 당구선수권대회 (주최 : 대한당구연맹)
- 경기도 당구연맹회장배 GPT 한국여자포켓볼 챔피언십 (주최 : 대한당구연맹)

등이 있다.

## 선수

### 한국선수

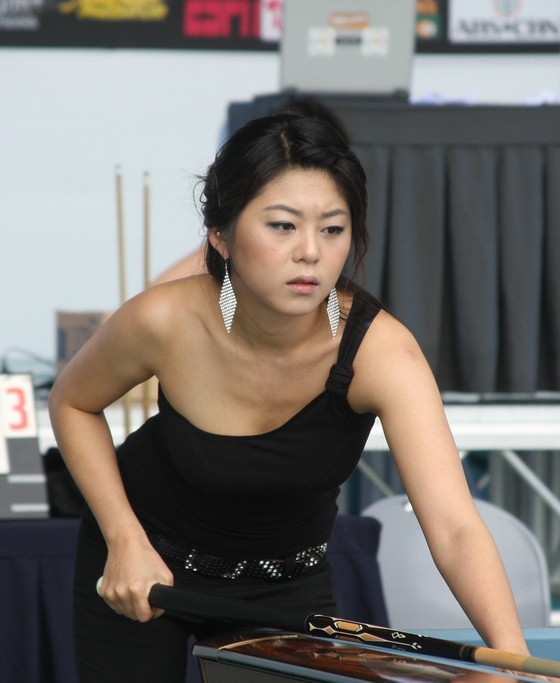
김가영 선수

아직 세계 챔피언에 등극한 선수는 없다.
한국 선수 중 세계 랭킹에 등록되어 있는 선수 (2015)
- 남자 : 류승우(45위),정영화(58위),이완수,함원식,권호준
- 여자 : 김가영(4위),차유람(18위),임윤미(44위),박은지(45위),정보라(72위)

### 세계선수
| 8-ball        | Chang Jun Lin(TPE) | 2012 |
| 9-ball        | Man : Niels Feijen(NED) Woman : Liu Sha-Sha(CHN) | 2014 |
| 10-ball       | Rubelin Amit(PHI) | 2013 |
| Artistic pool | Nick Nikolaidis(CAN) | 2014 |
| Pyramid       | Pavel Mekhovov(RUS) | 2006 |
| Straight Pool | Oliver Ortmann(GER) | 2010 |
| Blackball     | Opens Singles : Jayson Shaw (Scotland) Ladies Singles : Claire Dempster (Scotland) Junior Singles : Michael Beckett (Wales) Seniors Singles : Martin Fish (Scotland) U23 Singles Champion : Davie Ryan (Scotland) Mens Team Champions : Scotland Ladies Team Champions : South Africa Juniors Team Champions : Wales Seniors Team Champions : France U23 Team Champions : Southern Ireland | 2010 |

## 경기 종류

### 8볼(Eight Ball)

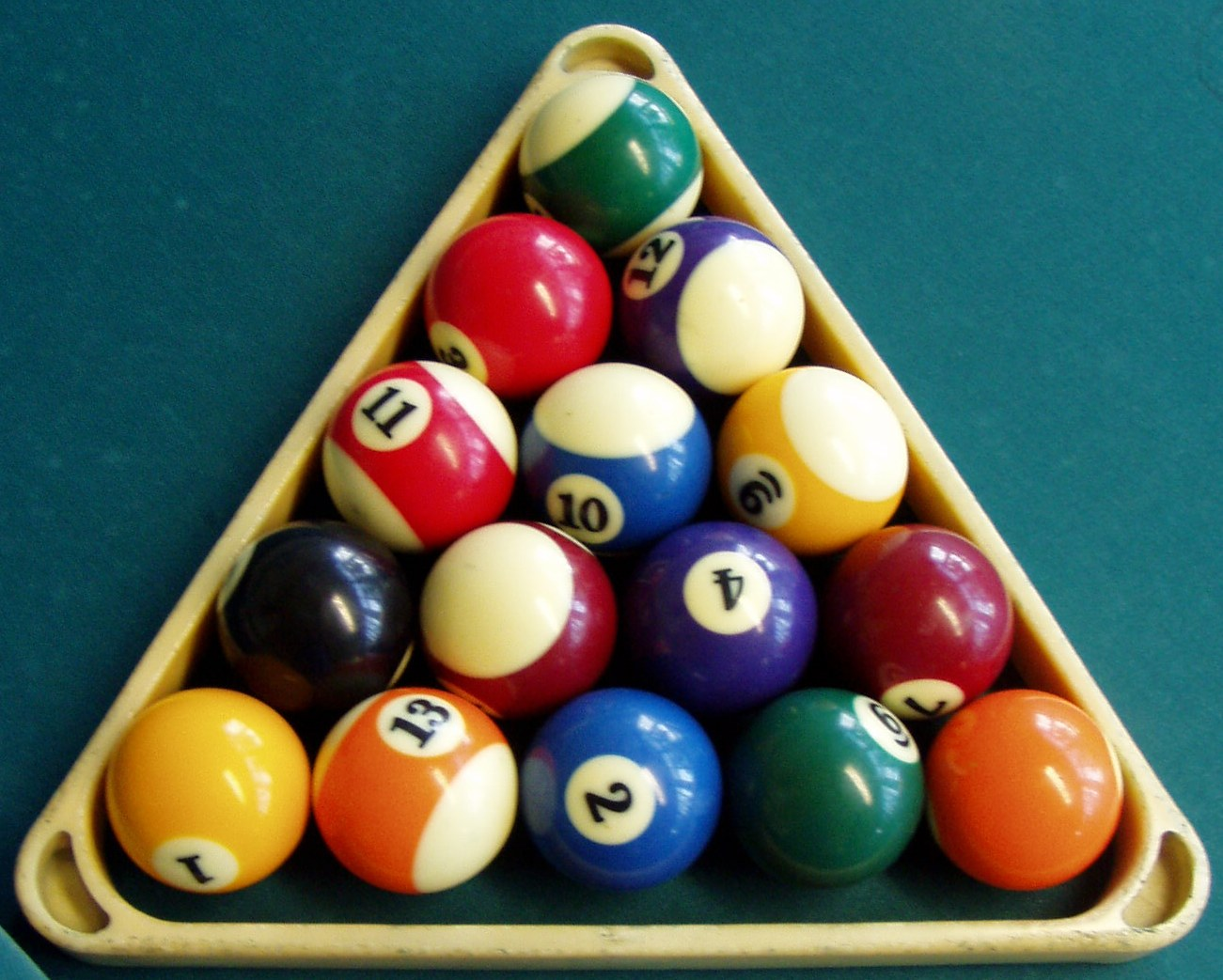
8볼 rack

수구(흰색 공) 한 개와 목적구(1~15번 공)을 사용한다. 1~7번은 색공, 9~15번은 줄무늬공이다. 두 팀(개인)이 경기를 하고 각 팀(개인)은 공 세트를 하나씩 정해 포켓에 넣은 후 마지막으로 8번(검은색 공)을 넣으면 이기는 경기이다.

브레이크샷을 제외한 모든 샷에서 넣고자 하는 목적구와 포켓을 나타내야 한다.(콜샷)

### 9볼(Nine Ball)

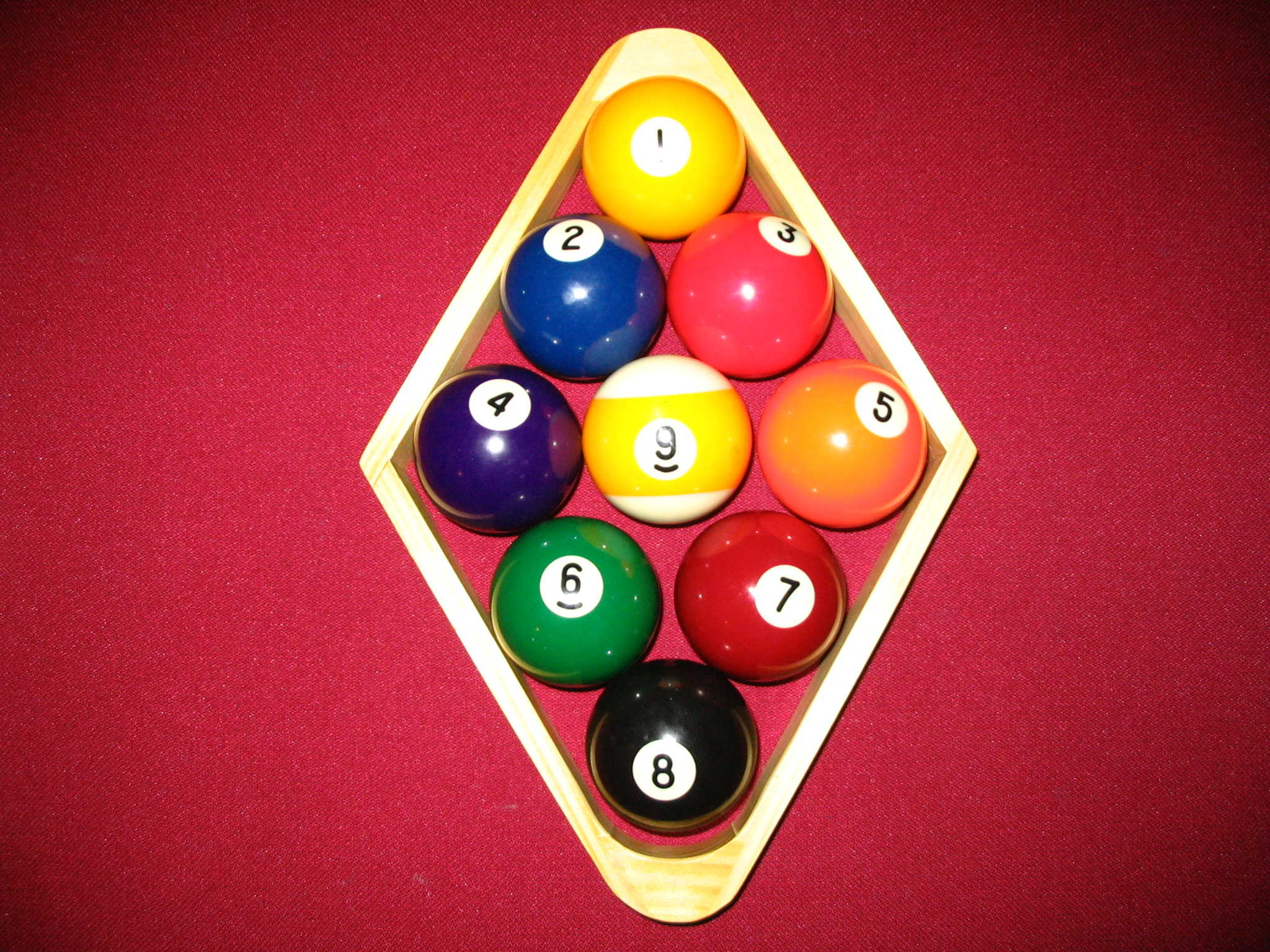
9볼 rack

수구(흰색 공) 한 개와 목적구(1~9번 공)을 사용한다. 9볼의 경우 팀과 상관없이 1번부터 순서대로 넣어야한다. 마지막 9번 공(노란색 줄무늬공)을 넣으면 이기는 경기이다.

### 10볼(Ten Ball)
수구(흰색 공) 한 개와 목적구(1~10번 공)을 사용한다. 규칙은 9볼과 같다.

### Black ball
8볼과 게임 규칙은 같다. 대신에 넣고자 하는 목적구와 포켓을 나타내지 않아도 된다.

### 14-1 래크 게임(Straight Pool)
수구(흰공) 한 개와 목적구(1~15번 공)를 사용한다. 15개의 목적구를 순서에 상관없이 넣는다. 공 1개당 1점으로 미리 정한 점수를 먼저 넣는 사람이 이기는 경기이다. 브레이크샷을 제외한 모든 샷에서 목적구와 포켓을 나타내야 한다.
- 애니콜게임

세계포켓볼협회에서 인정하는 정식 게임은 아니가, 대한민국 포켓볼의 보급을 위해 2005년에 국민생활체육 전국당구연합회에서 만들어낸 경기이다. 초보자들이 포켓볼에 쉽게 적응할 수 있도록 만들었다.
라고 전국당구연합회에서 나왔는데, 14-1 래크게임과 규칙이 같은 것 같다.

### 예술구(Artistic Pool)

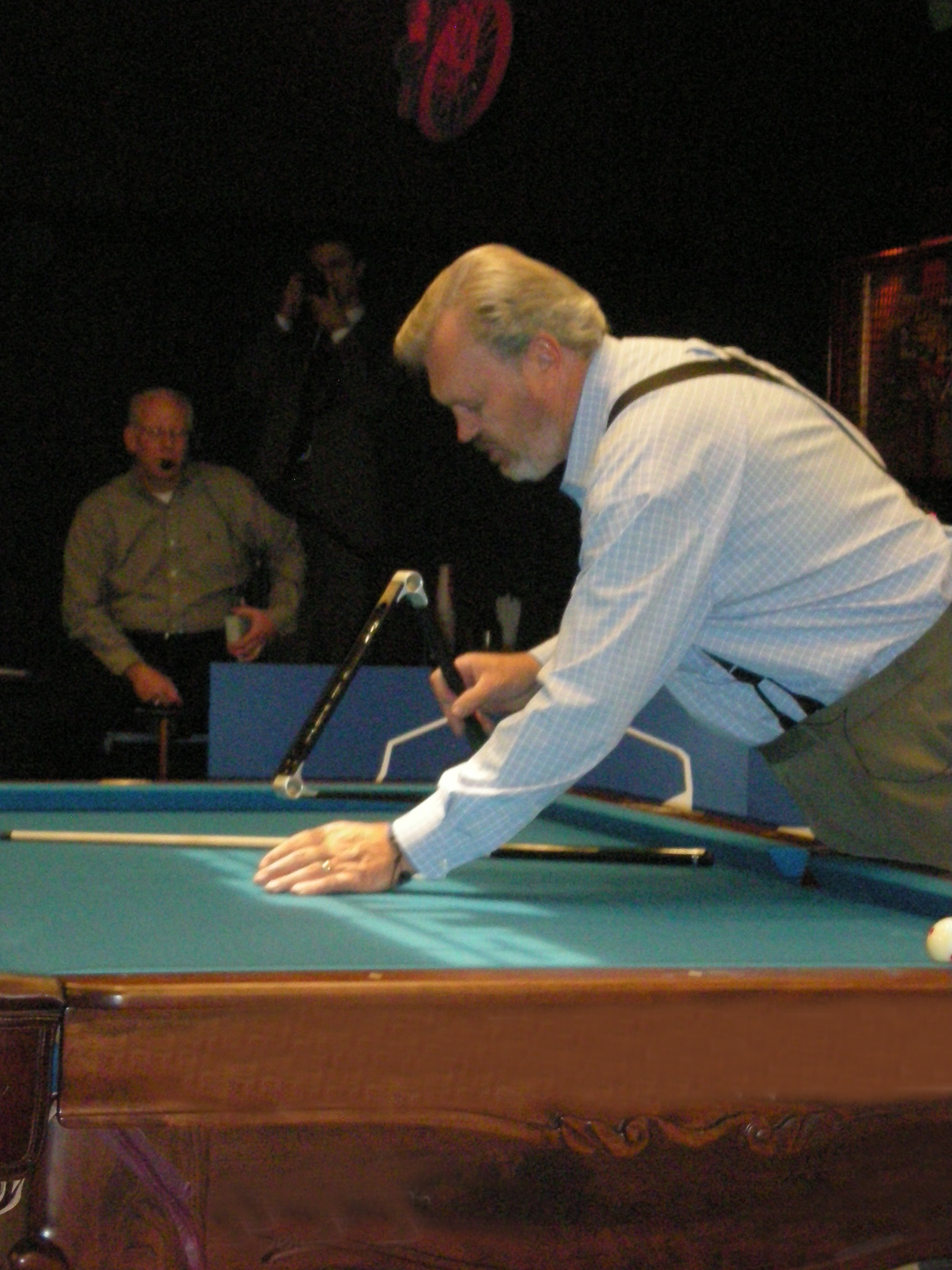
예술구

예술구는 trick shot이라고도 한다. 포켓볼 테이블 위에서 불가능해 보이거나 많은 스킬이 필요한 묘기를 보이는 것이다.
팀(또는 개인)은 주어진 조건을 만족하는 샷을 할 두 번의 기회가 주어진다. 성공적인 샷을 하면 1점을 얻게 되고 미리 정한 점수를 먼저 얻는 팀(개인)이 이기는 경기이다.

### 경기규칙
- WPA
- 국민생활체육 전국당구연합회